# Stare Państwo
Stare Państwo – okres w dziejach starożytnego Egiptu obejmujący lata ok. 2675 – 2170 p.n.e., przypadający na rządy III – VI dynastii.
Podstawy potęgi politycznej i ekonomicznej Starego Państwa stworzył Dżoser, założyciel III dynastii. W ramach reformy administracyjnej poddał cały obszar kraju sprawnej i scentralizowanej strukturze urzędniczej. Jego najbliższym współpracownikiem był Imhotep, uzdolniony inżynier, architekt i lekarz, który wzniósł dla Dżosera wielki kompleks grobowy z piramidą schodkową w Sakkarze. Faraon rozpoczął systematyczną penetrację Dolnej Nubii oraz ziem na półwyspie Synaj.
Apogeum świetności osiągnął Starożytny Egipt za czasów IV dynastii, założonej przez Snofru, energicznego zdobywcę i sprawnego administratora (zwycięskie ekspedycje do Libii, Nubii oraz na Synaj, podbój Dolnej Nubii). Snofru doprowadził do całkowitej centralizacji zarządzania krajem. Z osiągnięć faraona korzystali jego następcy, Cheops, Chefren i Mykerinos, budowniczy piramid w Gizie, którzy skupili się na sprawach wewnętrznych i zaniechali podbojów. Egipt cieszył się wówczas wewnętrznym i zewnętrznym spokojem.
Ogromne koszty ekonomiczne poniesione na wzniesienie piramid nadwerężyły gospodarkę kraju. Skutki ujawniły się w czasach V dynastii np. w postaci osłabienia wszechwładzy faraonów i uzyskania ogromnych wpływów kapłanów świątyni boga Re w Heliopolis. Najwybitniejszym przedstawicielem dynastii „heliopolitańskiej” był Sahure, który doprowadził na krótko do zrównoważenia ekonomicznego kraju (zaprzestał ogromnych rujnujących robót publicznych, przeprowadził udane wyprawy do Libii, Nubii i na Synaj). Pod koniec panowania dynastii zaznaczyły się negatywne skutki osłabienia władzy centralnej i umocnienia się naczelników poszczególnych nomów.
Przejęcie władzy przez VI dynastię początkowo nie zapowiadało większych zmian ani nadchodzącego upadku. Postępowało jednak uniezależnianie się nomarchów w połączeniu z coraz częstszym dziedziczeniem tego stanowiska. Zaczęło to z wolna doprowadzać do powstawania na prowincji układów quasi-dynastycznych. Nawet osiągane pewne sukcesy w polityce zewnętrznej nie zatrzymały tego procesu. Katastrofa nastąpiła w czasach długiego panowania Pepiego II (według tradycji trwało ono 94 lata). Nastąpił upadek autorytetu władcy, paraliż administracji centralnej i faktyczne uniezależnienie się nomarchów. Doprowadziło to do anarchii społecznej, wojen domowych, utraty zdobyczy terytorialnych oraz ostatecznego upadku kraju, który pogrążył się w chaosie ciemnych wieków Pierwszego Okresu Przejściowego. 

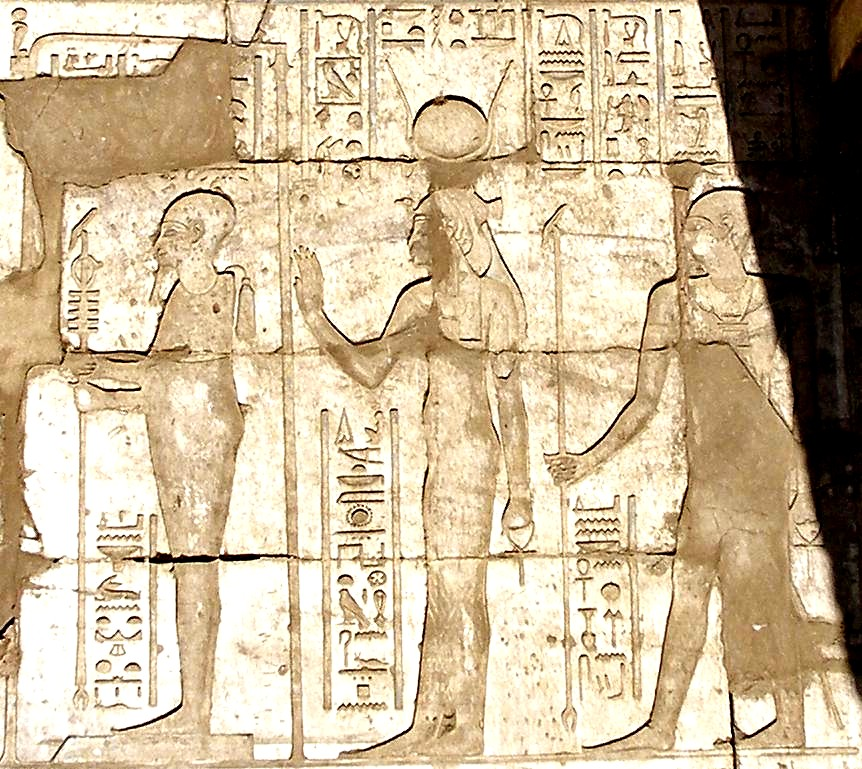
Detal w świątyni w Karnaku
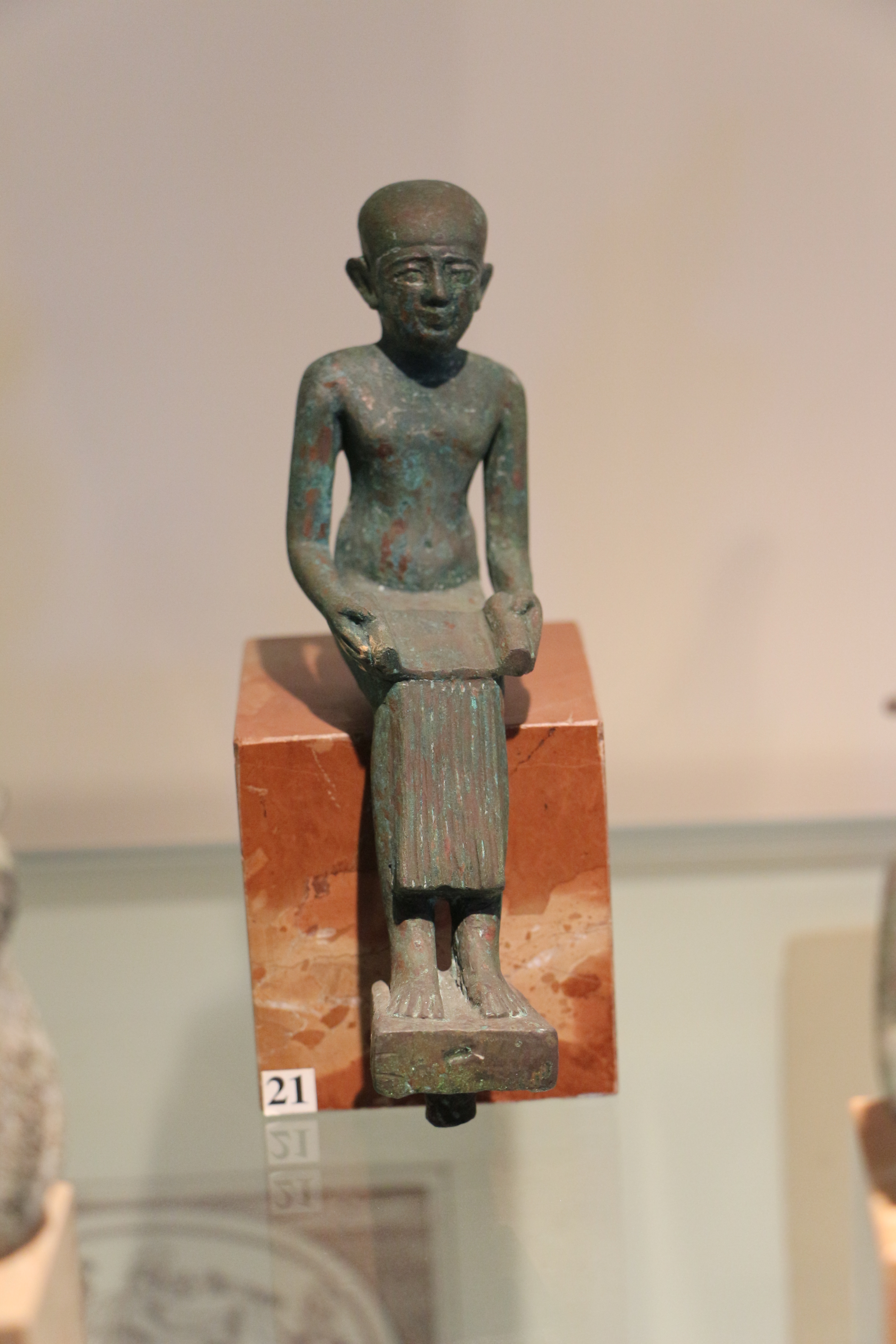
Imhotep
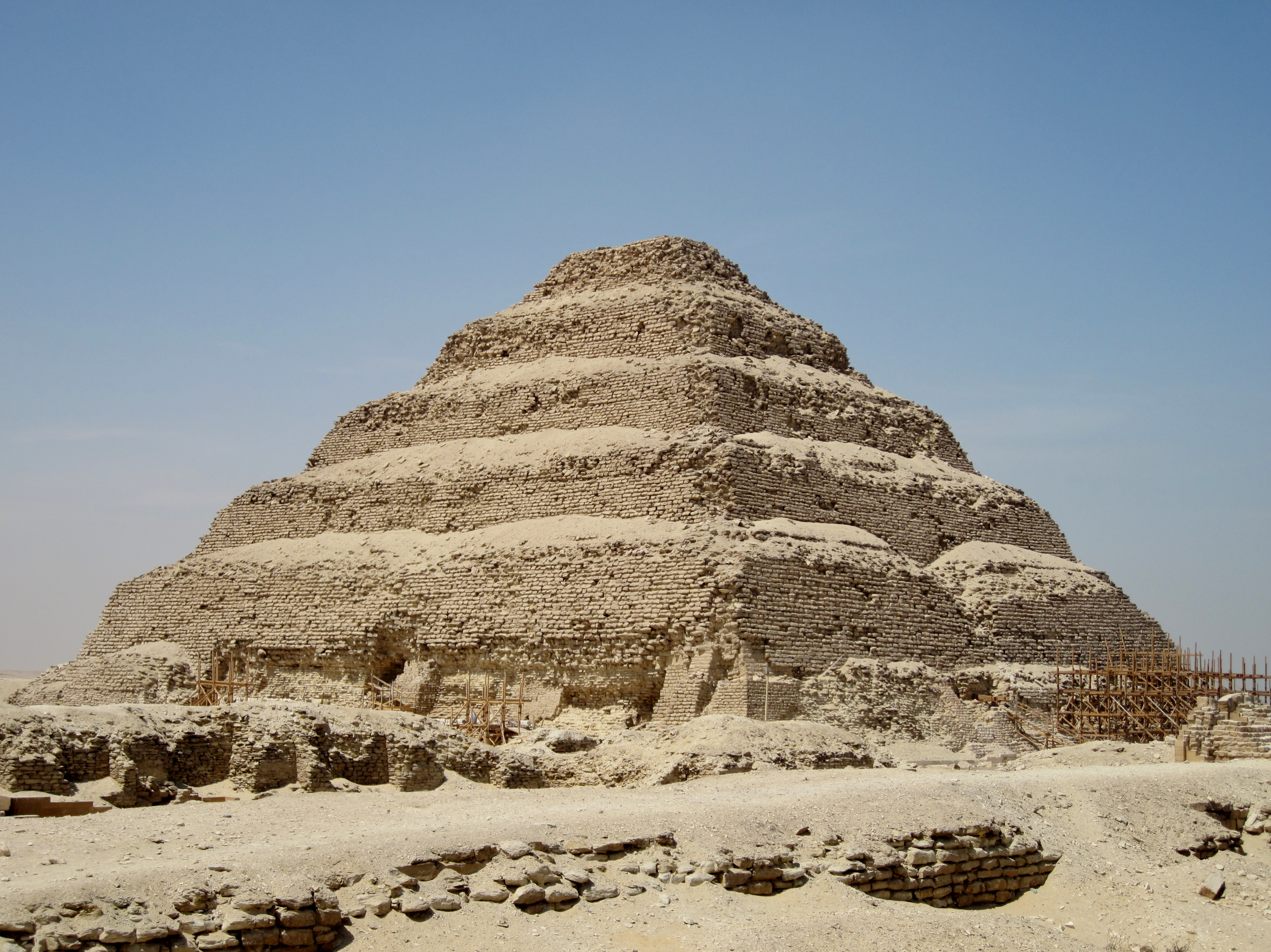
Piramida Dżosera w Sakkarze
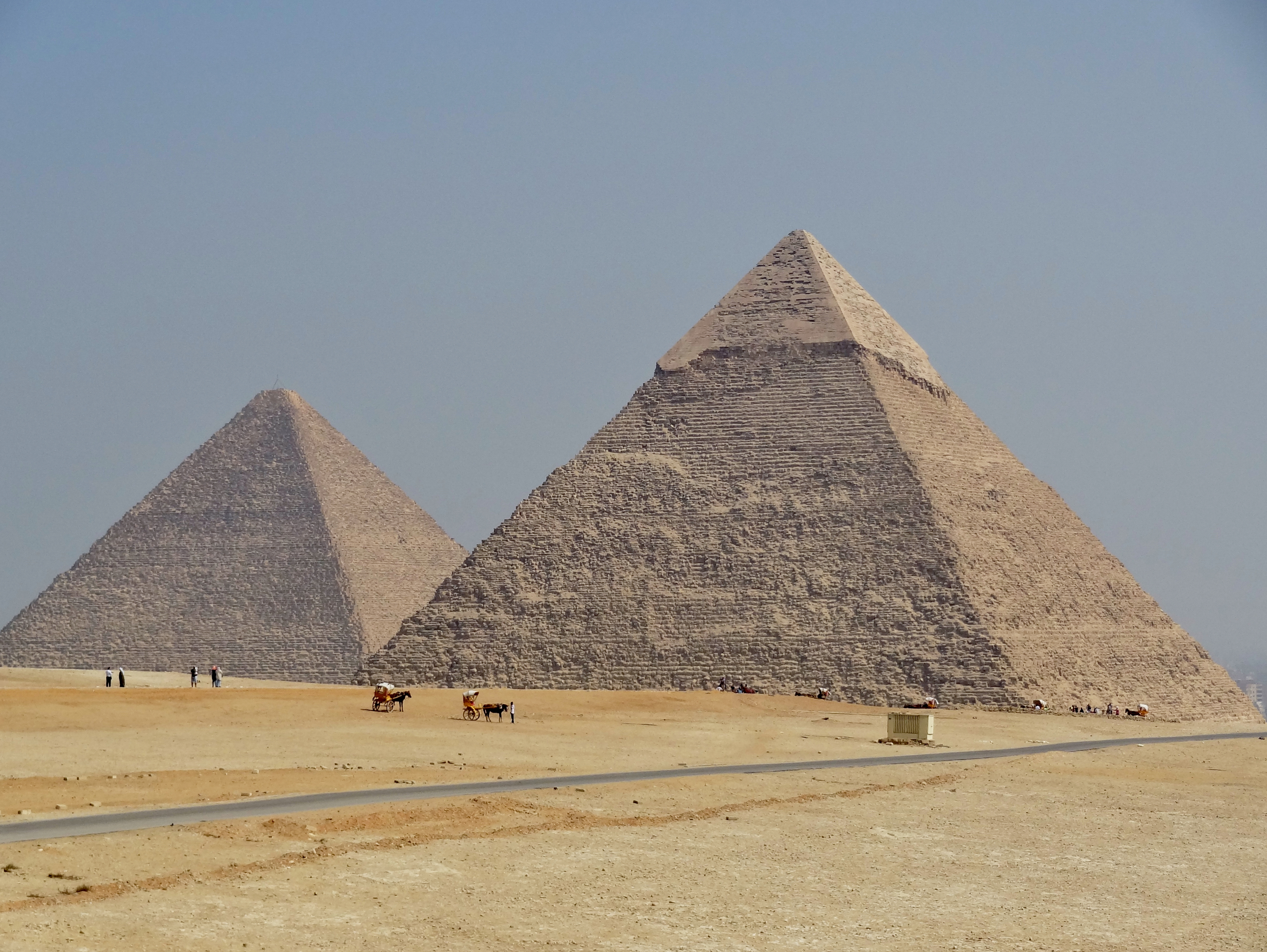
Piramidy w Gizie
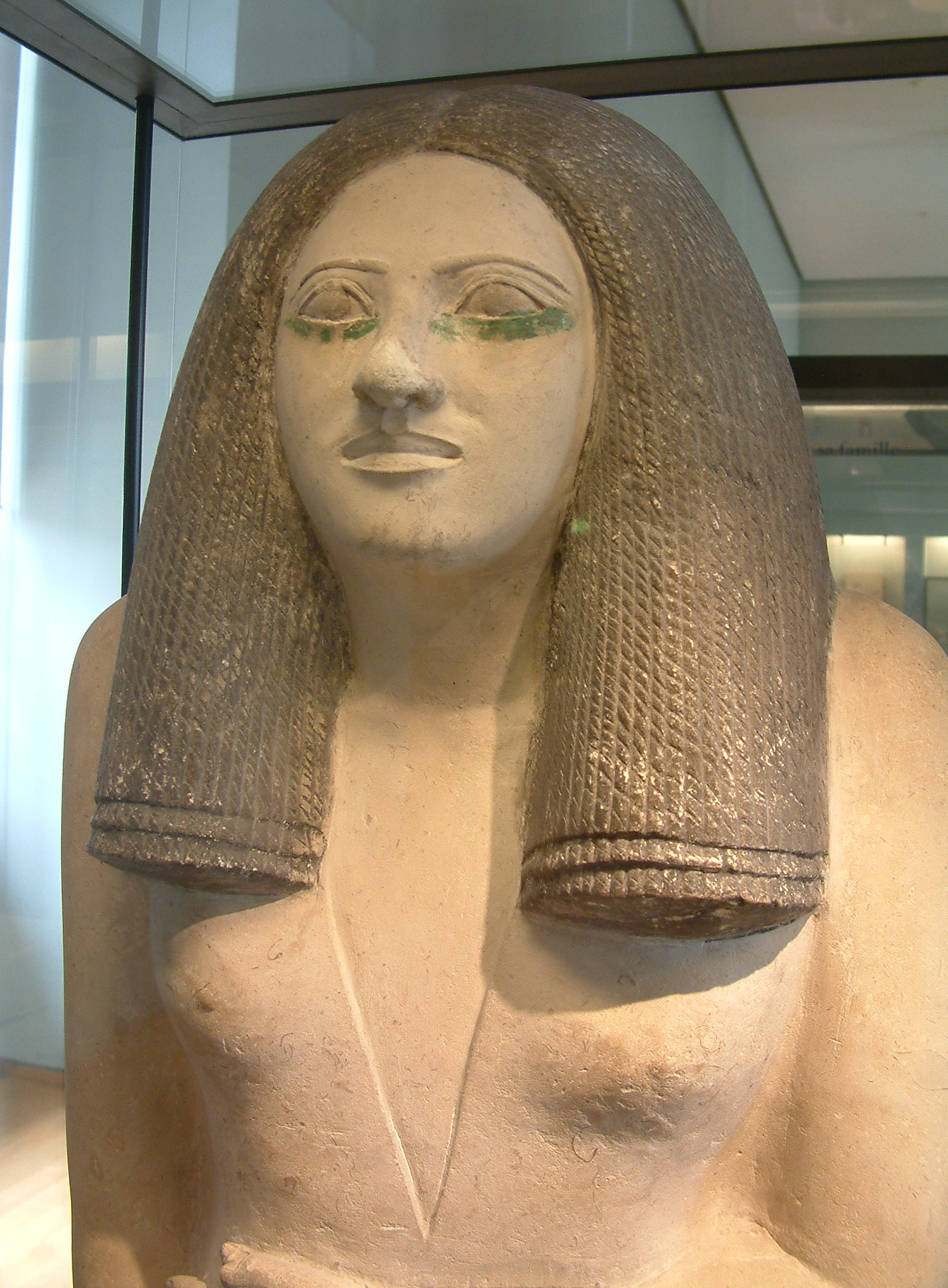